# Playing for Keeps
Playing for Keeps es el tercer álbum de estudio del músico estadounidense Eddie Money, publicado en julio de 1980 por Columbia Records. Incluye los sencillos "Get a Move On", "Let's Be Lovers Again" y "Running Back", los tres posicionándose en el Top 100 de las listas de éxitos estadounidenses.

## Lista de canciones
1. "Trinidad" (Lonnie Turner; Greg Douglass; Eddie Money) - 5:08
2. "Running Back" (Radcliffe "Dougie" Bryan) - 4:01
3. "The Wish" (Money; James Lyon) - 3:58
4. "Get a Move On" (Money; Paul Collins; Lloyd Chiate) - 3:47
5. "When You Took My Heart" (Randy Nichols; Darrell Verdusco; Jerry Marcellino; David Sieff) - 3:36
6. "Satin Angel" (David Lewark; Money) - 4:04
7. "Let's Be Lovers Again" (Money; Lyon) - 5:54
8. "Nobody Knows" (Nichols; Money) - 3:54
9. "Million Dollar Girl" (Money) - 4:30

## Sencillos
- "Get a Move On" (1979) #46 EE. UU.
- "Let's Be Lovers Again" (1980) #65 EE.UU.
- "Running Back" (1980) #78 EE.UU.